# Charmodia pasithea
Charmodia pasithea är en fjärilsart som beskrevs av William Schaus 1913. Charmodia pasithea ingår i släktet Charmodia och familjen nattflyn. Inga underarter finns listade i Catalogue of Life.